# Такач, Енё
Енё Такач (венг. Jenö Takacs; 25 сентября 1902 года, Зигендорф, Австро-Венгрия — 14 ноября 2005 года, Айзенштадт, земля Бургенланд) — австрийский пианист, композитор, музыкальный педагог венгерского происхождения.

## Биография
Учился в Венской Академии музыки у Йозефа Маркса и Пауля Вайнгартена (1921—1926), изучал также музыковедение и контрапункт в Венском университете под руководством Гвидо Адлера и Ганса Галя. С 1920 г. концертировал в Австрии, Венгрии, Югославии. 
В 1927—1932 и 1934—1937 годах преподавал фортепиано и композицию в Каирской консерватории, в 1932—1934 годах в Манильском университете; выступал с концертами в Японии, Китае и других странах. В 1939—1948 годах возглавлял консерваторию в Пече. 
В 1952—1970 годах — профессор фортепиано и композиции в музыкальном колледже Университета Цинциннати.

## Награды
- лауреат Государственной премии Австрии (1963).
- Крест «За заслуги» Венгрии (1993).